# شركات الخدمات العامة
شركات الخدمات العامة أو شركات المنفعة العامة (بالإنجليزية: public service company)‏ هي هيئات أو شركات تجارية غير حكومية (شركة ذات مسؤولية محدودة) تعمل على تقديم بعض الخدمات العامة والتي تعتبر ضرورية للمصلحة العامة.
إن حدود هذة الشركات تتضمن شركات المنفعة والإفادة العامة مثل: شركات الغاز الطبيعي، شركات الكهرباء، شركات الصرف الصحي (تمديد الأنابيب)، شركات إمدادات المياه وشركات الاتصالات.
تتضمَّن كذلك شركات نقل مُشتركة الخدمات العامة من نقل الركاب والممتلكات مثل: شركات الطيران،السكك الحديدية، الشاحنات، والحافلات وسيارات الأجرة.
تعمل شركات الخدمات العامة بالاعتماد على المصلحة العامة والأهمية مما يؤدي إلى الحد من المنافسة، وتكون الخدمات المُقدمة من هذة الشركات خاضعة لظبط ومراقبة الأسعار والأنظمة الأخرى التي لا تشترك بها مع شركات الأعمال العامة.
إن مفهوم شركات الخدمات العامة كان يُستخدم لجذب رأس مال استثماري خاص لأخذ ضمان كافي للعوائد (الإيرادات)، للتأكد من ملائمته للعمليات والخدمات وللحماية من المنافسة القوية والرقابة والإشراف الإضافي من الحكومة على الرسوم والخدمات المطلوبة، وذلك لتحقيق التوازن بين متطلبات واحتياجات أصحاب العمل ومتطلبات عامة الناس.
وانطلاقًا من مفهوم رفع القيود ورفع الضوابط التنظيمية فإن العديد من المبادئ التي تعمل بموجبها شركات الخدمات العامه منذ فترات طويلة تُبطلُ وتُستبدلُ بمبادئ السوق التنافسية.
في الولايات المتحدة (في حدود الولايات) معظم شركات الطيران والسكك الحديدية وخدمات النقل بالشاحنات والحافلات تعمل على إلغاء القيود ورفع الضوابط التنظيمية في الربع الأخير من القرن العشرين.
إن العديد من التغيرات في القانون على مستوى الاتحاد كان لها تأثير لا يستهان به على إلغاء القيود والضوابط التنظيمية مما أدى إلى ضعف في قوانين الولايات والقوانين المحلية المرتبطة بنفس الخدمات.